# محمد لطفي الصباغ
محمد بن لطفي الصباغ (1348- 1439 هـ/ 1929- 2017م) عالم سلفي سوري؛ فقيه شافعي ومحدِّث، ومن عُلَماء العربيَّة، باحث ومحقق، وداعية خطيب، ومؤلف مصنِّف، وإعلامي اشتهر بفصاحته وبيانه.  

## ولادته وتحصيله
وُلد أبو لطفي، محمد بن لطفي بن عبد اللطيف بن عمر بن درويش بن عمر بن درويش بن محمد ياسين الصباغ، في محلة الحَقلة بـحي المَيدان من دمشق، في 4 رجب 1348هـ الموافق 6 ديسمبر (كانون الأول) 1929م، كما في وثيقة بخط أبيه خلافًا لما في أوراقه الرسمية.
قرأ القرآن كله على رواية حفص مرتين على القارئ المتقن الشيخ محمد سليم اللَّبَني (ت 1399هـ/ 1979م) قراءة مستوفية لأحكام التجويد قبل دخوله المدارس النظامية. ثم قرأ على شيخ القراء في بلاد الشام الشيخ كريم راجح الذي كتب له إجازة بالإقراء.
تلقى العلوم الإسلامية على علماء دمشق من أمثال الشيخ حسن حبنَّكة، والشيخ صالح العقاد، والشيخ محمد خير ياسين، والشيخ زين العابدين التونسي، والشيخ عبد الوهّاب دبس وزيت، وغيرهم. حصل على الشهادة الابتدائية والمتوسطة والثانوية ثم شهادة البكالريوس في اللغة العربية من كلية الآداب بالجامعة السورية في دمشق (1950- 1954 م) وكان بحث التخرج بعنوان (الوصف في شعر كعب بن زهير) بإشراف بلاشير. ثم نال شهادة (الماجستير) من جامعة الإسكندرية 1978 م بعنوان (فن الوصف في مدرسة عَبِيد الشعر) بإشراف محمد زغلول سلام. وشهادة (الدكتوراه) من جامعة الإسكندرية 1980 م بعنوان (التصوير الفني في الحديث النبوي) بإشراف محمد مصطفى هدارة.

## مسيرته المهنية
عمل مدرسًا للغة العربية في ثانويات دمشق، ومنها ثانوية عبد الرحمن الكواكبي في حيِّ المَيدان. ثم عمل في التدريس الجامعي أربعين سنة درس فيها مادتي علوم الحديث، وعلوم القرآن، ودرس في بعض السنوات النحو، والبلاغة، والأدب، والمكتبة العربية. وأشرف على عدد من الطلاب في الدراسات العليا، وناقش عددًا من الرسائل الجامعية، ثم عمل مستشارًا لوزير المعارف (ثم التربية والتعليم) الدكتور محمد بن أحمد الرشيد.
وشارك في لجان الاختيار لجائزة الملك فيصل العالمية مرات عديدة، وكذلك كان عضوًا في لجنة جائزة مكتب التربية العربي لدول الخليج. وشارك في التوعية الإسلامية في الحج سنوات عدة، وكانت له مشاركات في التلفاز السعودي والإذاعة السعودية على مدار أكثر من خمس وأربعين سنة.
وحضر عددًا كبيرًا من المؤتمرات العلمية والإسلامية في سوريا، والمملكة العربية السعودية، والأردن، وألمانيا، والمملكة المغربية، وسلطنة عُمان.

## صفاته
وصفه شيخُه علي الطنطاوي بقوله: «إنه أحد الفرسان الثلاثة الذين عرفتهم تلاميذَ صغارًا، وأراهُم اليوم ويراهم الناس أساتذةً كبارًا: عصام العطار، وزهير الشاويش، ومحمد لطفي الصباغ... والأستاذ الصباغ معروفٌ بفضله الذي يبدو في آثار قلمه، وفي بَيانه الذي يظهر دائمًا على لسانه، وفي علمه الذي يشهَدُ به عارفوه، ويستفيدُ منه تلاميذُه، فهو رجلٌ قد جمع سَعَةَ الاطِّلاع، وجَودَة الإلقاء، وسَلامَةَ اللغة، والبُعدَ عن اللَّحْن، وهو مُحدِّث موفَّق في الإذاعة والرائي، ومُدرِّس ناجحٌ في الجامعة وفي الجامع، ظاهرُ المكان، مُتميِّز الرَّأي في النَّدَوات الإسلامية، عاملٌ دائبٌ في حَقل الدعوة إلى الله، قادرٌ على توضيح المسائل وتقريبها إلى الشبَّان، وهو سَليمُ العَقيدة، سَلفيُّ المَشرَب، مثل أَخَوَيه عصام وزهير، وفَّقَهُم الله جميعًا وقَوَّاهُم وأكثرَ من أمثالهم».

## آثاره

#### في التأليف
1. الابتعاث ومخاطره.
2. أبو داود: حياته وسننه.
3. أبو نُعيم وكتابه الحلية.
4. أخلاق الطبيب.
5. آداب الطعام والشراب.
6. الأربعون في فضائل الأعمال.
7. الأسرة المسلمة والتحديات.
8. أسماء -  - ذات النطاقين.
9. إضاءات دعوية على أحداث من السيرة النبوية.
10. أقوال مأثورة وكلمات جليلة (في أربعة أجزاء).
11. أم سليم.
12. الإنسان في القرآن الكريم.
13. أيها المؤمنون: تذكرة للدعاة.
14. بحوث في أصول التفسير.
15. تاريخ القُصَّاص وأثرهم في الحديث النبوي.
16. تحريم الخلوة بالأجنبية والاختلاط المستهتر.
17. التصوير الفني في الحديث النبوي (وهو رسالته في الدكتوراه).
18. التشريع الإسلامي وحاجتنا إليه.
19. تعميق الوعي بمخاطر التدخين.
20. تهذيب تفسير الجلالين.
21. توجيهات قرآنية في تربية الأمَّة.
22. حُجِّية السنَّة.
23. الحديث النبوي: مصطلحاته، بلاغته، كتبه.
24. الحكم الشرعي في ختان الإناث والذكور.
25. الحياة الاجتماعية في ضوء السنَّة.
26. الخشوع في الصلاة.
27. خواطر في الدعوة إلى الله.
28. الدعاء والذكر.
29. سعيد بن العاص: بطل الفتوح وكاتب المصحف.
30. فن الوصف في مدرسة عَبيد الشعر (وهو رسالته في الماجستير).
31. قضايا في الدين والحياة والمجتمع.
32. لمحات في علوم القرآن واتجاهات التفسير.
33. مخطوطات إسلامية تحت أيدي اليهود.
34. معركة شقحب.
35. من أسباب تأخر العمل الإسلامي.
36. المناهج والأطُر التأليفية في تراثنا.
37. من صفات الداعية.
38. من هدي النبوَّة.
39. نداء للدعاة.
40. نظرات في الأسرة المسلمة.
41. وصايا للزوجين.
42. وقفات مع الأبرار ورقائق من المنثور والأشعار.
43. يوم الفرقان: يوم بدر.
44. يوم عاشوراء.

#### في التحقيق
1. أحاديث القصاص: لابن تيمية.
2. الأسرار المرفوعة في الأخبار الموضوعة (الموضوعات الكبرى): لملا علي قاري.
3. أسرار الصوم للإمام الغزالي.
4. الباعث على الخلاص من حوادث القُصَّاص للحافظ العراقي.
5. تحذير الخواص من أكاذيب القصاص: للسيوطي.
6. التذكرة في الأحاديث المشتهرة للزركشي.
7. الحكم الجديرة بالإذاعة لابن رجب الحنبلي.
8. الدرر المنتثرة في الأحاديث المشتهرة للسيوطي.
9. رسالة أبي داود إلى أهل مكة: لأبي داود السجستاني.
10. كتاب الضعفاء والمتروكين: للدارقطني.
11. القرامطة: لابن الجوزي.
12. كتاب القُصَّاص والمُذكِّرين: لابن الجوزي.
13. اللآلئ المنثورة: للزركشي.
14. مختصر المقاصد الحسنة: للزرقاني.

## وفاته
توفي محمد بن لطفي الصباغ في الرياض، فجر اليوم الجمعة 7 صفر سنة 1439هـ الموافق 27 أكتوبر (تشرين الأول) 2017م، وقد أنشأ روَّاد مواقع التواصل الاجتماعي وَسْمًا على تويتر في نعيه كان ضمن أكثر الوسوم رواجًا ذلك اليوم.